# Augustin Trébuchon
Augustin Trébuchon, né le 30 mai 1878 au Malzieu-Forain (Lozère) et mort au combat le 11 novembre 1918 à Vrigne-Meuse (Ardennes), est considéré comme le dernier soldat français mort au combat de la Première Guerre mondiale sur le sol français. Il était âgé de 40 ans.

## Un Lozérien mobilisé
Augustin Joseph Louis Victorin Trébuchon est le fils de Jean Baptiste Trébuchon et de Rosalie Vissac. Il est né au hameau du Montchabrier,, sur la commune du Malzieu-Forain. Selon sa fiche matricule, il mesurait 1,61 mètre et possédait des cheveux blonds, associés à des yeux gris.
Faisant partie de la classe 1898 (l'année de ses vingt ans), il est tiré au sort pour faire son service militaire parmi les jeunes du canton de Malzieu. Malgré sa position d'aîné d'une fratrie d'orphelins, il est incorporé le 14 novembre 1899 comme soldat de 2e classe au 142e régiment d'infanterie, caserné à Mende, jusqu'au 23 septembre 1900. De 1900 à 1914, il exerce l'activité de berger à Saint-Privat-du-Fau en Lozère, restant d'abord en disponibilité de l'armée active, passant réserviste en septembre 1902, puis dans la territoriale en septembre 1912. Il accomplit ses périodes d'exercices, d'abord en mars-avril 1905 et en mai 1909 au 142e RI, puis du 2 au 10 juin 1914 au 123e régiment territorial d'infanterie.
Dans le cadre de la mobilisation française de 1914, il est rappelé dès le 4 août 1914 à la caserne de Mende, toujours au 123e régiment d'infanterie territoriale, puis il est versé en renfort, malgré son âge, dans le 111e régiment d'infanterie le 22 septembre 1914 (ce régiment du 15e CA vient de perdre une partie de son effectif lors des batailles des Frontières, du Grand-Couronné et de Revigny). Il passe ensuite au 36e RI le 8 juin 1915, puis le 74e RI le 14 juin, le 288e régiment d'infanterie territoriale le 15 janvier 1916 et enfin le 415e RI le 3 août 1917. Il devient soldat de 1re classe le 18 septembre 1918.

## Tué le 11 novembre 1918
Augustin Trébuchon est, en novembre 1918, soldat de 1re classe avec fonction d'estafette au sein de la 9e compagnie du 415e régiment de la 163e division d'infanterie. Le 8 novembre, cette division française atteint la Meuse, entre les localités de Charleville-Mézières et Sedan (sans s'aventurer dans ces villes). Le soir venu, les ordres de son corps d'armée sont de maintenir le contact avec les troupes allemandes et de franchir la vallée. Les régiments d'infanterie de la division doivent improviser le franchissement du fleuve en crue, pendant la nuit du 9 au 10, le 142e RI à Nouvion-sur-Meuse et le 415e à Vrigne-Meuse, profitant du brouillard. Seul le 415e réussit, bénéficiant des restes du barrage de Dom-le-Mesnil, mais se retrouve bloqué et isolé sur l'autre rive. Les unités allemandes (comprenant des bataillons de la Garde) contre-attaquent cette fragile tête de pont dans l'après-midi du 10. Les fantassins français passent la nuit du 10 au 11 en restant enterrés, encadrés en cas de besoin par les tirs de barrage de l'artillerie divisionnaire. L'annonce de l'armistice arrive au régiment le 11 novembre vers 6 h 30 ; les adversaires restent ensuite prudents durant le reste de la matinée, comptant les dernières minutes, même si les tirs d'artillerie et de mitrailleuses se poursuivent jusqu'au cessez-le-feu de 11 h.
Augustin Trébuchon est tué à 10 h 55 du matin, soit 5 minutes avant l'heure du cessez-le-feu décidé par l'armistice du 11 novembre 1918 à 11 h. Selon d'autres sources, il aurait été tué aux environs de 10 h 45 et 10 h 50,,.
Augustin Trébuchon avait 40 ans. Il reçoit une balle dans la tête alors qu'il portait un message à son capitaine. Le soldat Gazareth découvre le corps. Le 415e RI compte 68 tués et 97 blessés dans ses rangs au cours des journées des 9, 10 et 11 novembre.

## Mention antidatée

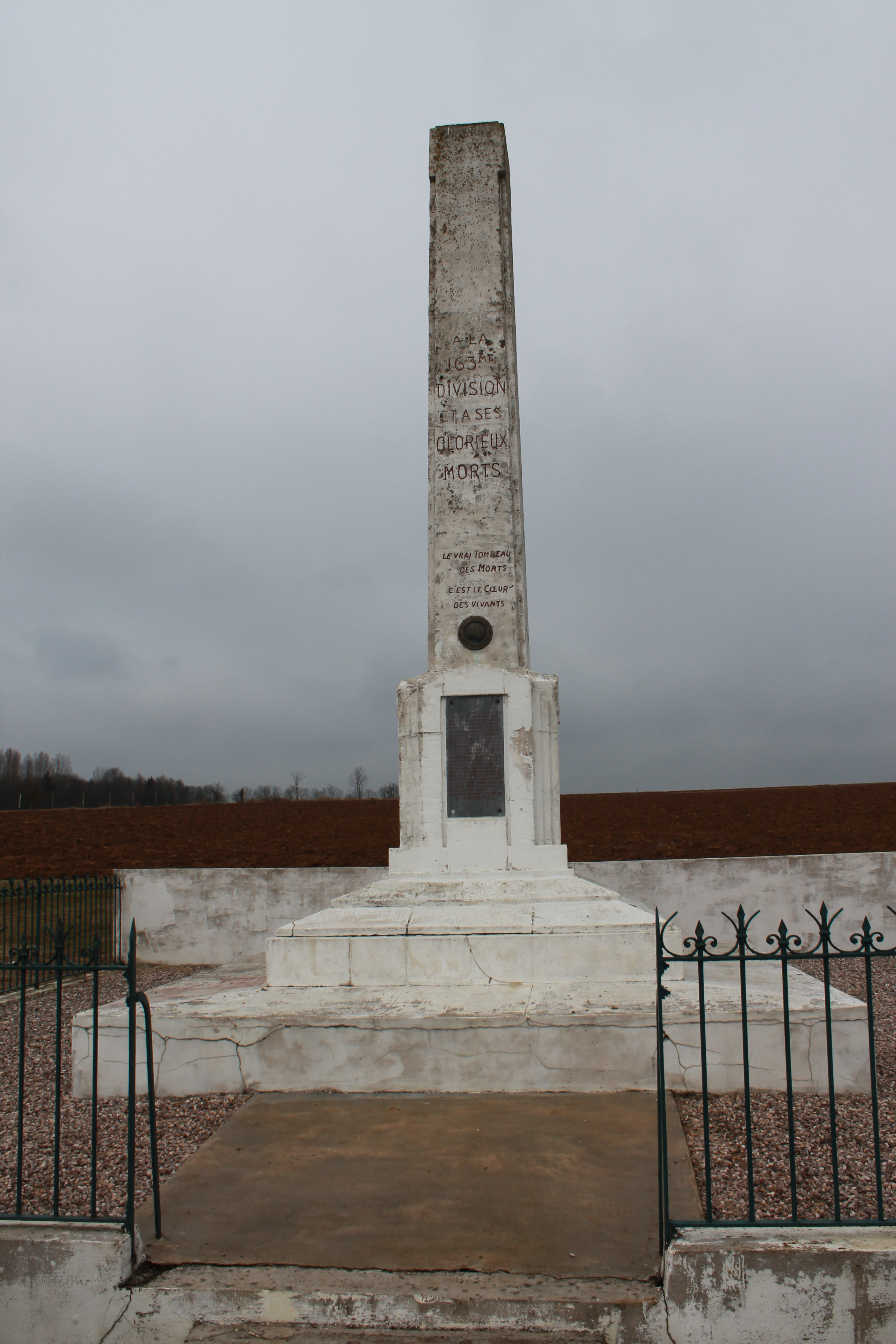
Mémorial de la d'infanterie, à Vrigne-Meuse.

Sur les dix Trébuchon morts pour la France pendant la guerre de 1914-1918 et répertoriés sur le site SGA/Mémoire des hommes, seule la fiche d'Augustin Trébuchon porte la mention rectificative du lieu de son décès, l'armée ayant corrigé la première version situant la mort à Dom-le-Mesnil (sur la rive gauche de la Meuse) pour la remplacer par Vrigne-Meuse (sur la rive droite). La mention « Mort pour la France » est antidatée au 10 novembre comme pour les autres Français morts le 11 novembre 1918.
Le général Alain Fauveau rappelle entre autres les conditions de décès et d'enregistrement du décès d'Augustin Trébuchon dans son livre Le Vagabond de la Grande Guerre, d'après les carnets de guerre de son grand-père, le chef de bataillon Charles de Menditte en poste de commandement au village de Dom-le-Mesnil à cette époque. Dans un article consacré à ce livre et cet épisode, Jean-Dominique Merchet estime que, pour les autorités militaires, « il n'était tout simplement pas possible de mourir pour la France le jour de l'armistice, le jour de la victoire ».

## Le dernier mort au combat?
Un doute subsiste sur le fait de savoir si Augustin Trébuchon est bien le dernier soldat français mort au combat pendant la campagne contre l'Allemagne (les combats se poursuivent dans les Balkans et au Levant) ; ainsi, selon l'historien belge Jean-Émile Andreux, un autre soldat serait mort, cinq minutes avant 11 h, par un tir d'obus allemand. Selon Jean-Dominique Merchet, il pourrait s'agir de Jules Achille (né en 1893, en Mayenne) servant dans le même régiment.
René Richard, spécialiste de la guerre de 1914-1918 et président de l’association « Bretagne 14-18 », a mis au jour en 2017 le décès d'un autre combattant, mort à 10 h 58, soit trois minutes après Trébuchon, qui ne serait donc pas le dernier poilu mort au combat. Il s’agit d’Auguste Joseph Renault, né le 6 décembre 1897, à Saint-Trimoël (Côtes-du-Nord).
Le 10 octobre 2018 parait le premier roman consacré à Augustin Trébuchon, Augustin, du journaliste et écrivain français Alexandre Duyck. Il raconte de manière documentée et romancée les derniers jours de la dernière bataille de la Première Guerre mondiale en France, dans les Ardennes, vus par Augustin Trébuchon.
Un jardin de la mémoire Augustin Trébuchon a été inauguré à Rethondes en 2012.